# 사법정책연구원장
사법정책연구원장(司法政策硏究院長)은 사법정책연구원을 대표하는 직위로, 판사나 정무직공무원으로 보한다.

## 임명
- 법원조직법 제76조의3 제1항에 따라, 대법원장이 대법관회의의 동의를 거쳐 판사로 보하거나 정무직으로 임명한다. 판사로 보하는 경우 고등법원장급이 임명되는 직위로, 현직 고등법원 부장판사가 겸임하는 형태로 발령을 낸다.[1]

## 역할
- 법원조직법 제76조의2 제2항에 따라 원장은 대법원장의 지휘를 받아 사법정책연구원의 사무를 관장하며, 소속 직원을 지휘·감독한다.

## 역대 기관장

### 사법정책연구원장
| 대법원장 | 대수 | 이름           | 임기                              | 비고 |
| -------- | ---- | -------------- | --------------------------------- | ---- |
| 양승태   | 초대 | 최송화(崔松和) | 2014년 2월 3일 ~ 2016년 2월 1일   |      |
| 양승태   | 2대  | 호문혁(胡文赫) | 2016년 2월 1일 ~ 2018년 1월 31일  |      |
| 김명수   | 3대  | 강현중(姜玹中) | 2018년 2월 1일 ~ 2020년 2월 2일   |      |
| 김명수   | 4대  | 홍기태(洪起台) | 2020년 2월 3일 ~ 2023년 2월 19일  |      |
| 김명수   | 5대  | 박형남(朴炯南) | 2023년 2월 20일 ~ 2025년 2월 19일 |      |
| 조희대   | 6대  | 이승련         | 2025년 2월 20일 ~                 |      |

## 같이 보기
- 사법정책연구원
- 사법정책연구원 수석연구위원